# Siegessäule (журнал)
Siegessäule (укр. Колона перемоги) — берлінський щомісячний міський інформаційний журнал для геїв, лесбійок, бісексуалів, трансгендерів і толерантних гетеросексуалів, що виходить з квітня 1984 року і розповсюджується безкоштовно.
Журнал було задумано і втілено в життя у 1984 році в рамках зустрічей західноберлінської гей-групи. У перші роки журнал приділяв особливу увагу новому вірусу ВІЛ, що стрімко поширювався, і способам запобігання новій невідомій хворобі.
З 1990-х років журнал розвинувся від любительського до професійного рівня і сьогодні є одним з найбільших ЛГБТ-журналів Європи. На сьогодні вийшло понад 60 тисяч примірників журналу.
Журнал випускає берлінське видавництво Jackwerth Verlag, а також він має онлайн-версію.
З 2000 року кожні пів року виходить безплатний рекламно-інформаційний додаток Siegessäule Kompass. Обсяг Компаса розширився протягом перших 11 випусків з 84 до 160 сторінок.
Журнал виступає спонсором щорічної нагороди від читачів видання, як частини «Тедді», щорічної кінопремії для ЛГБТ-фільмів, представленої на Берлінському міжнародному кінофестивалі.

### Скандал з Болеком і Льолеком
У 2006 році в травневому випуску журналу на честь варшавського гей-прайду на обкладинці були зображені знамениті польські анімаційні герої Болек і Льолек як ЛГБТ-активісти, що викликало в Польщі великий скандал. Проти журналу виступили створені ініціативні групи на захист честі Болека і Льолека, а також власники авторських прав на мультгероїв заявили про свою незгоду на використання їхніх образів у такому вигляді.